# IC 371
IC 371 је појединачна звијезда у сазвјежђу Еридан која се налази на листи објеката дубоког неба у Индекс каталогу.

Деклинација објекта је - 0° 33' 38" а ректасцензија 4h 30m 12,7s.